# Kalawrita
Kalawrita (gr. Καλάβρυτα) – miejscowość w Grecji, w administracji zdecentralizowanej Peloponez, Grecja Zachodnia i Wyspy Jońskie, w regionie Grecja Zachodnia, w jednostce regionalnej Achaja. Siedziba gminy Kalawrita. W 2011 roku liczyła 1674 mieszkańców. Centrum sportów zimowych, z licznymi trasami i wyciągami. Atrakcją jest górska kolej wąskotorowa Diakopto-Kalawrita, z położonej nad Zatoką Koryncką miejscowości Diakopto, wiodąca do Kalawrity przez wąwozy (m.in. Wuraikos), urwiska oraz przystosowane do zwiedzania jaskinie. 
W miejscowości znajduje się cmentarz - miejsce pamięci mieszkańców zamordowanych przez Niemców 13 grudnia 1943 roku. Kalawrita, podobnie jak Lidice i Oradour-sur-Glane, przeszła do historii jako symbol barbarzyństwa.